# Charles-Marie-Joseph Despine
Pour les articles homonymes, voir Despine.
Charles-Marie-Joseph Despine (italianisé en Carlo Maria Despine), né en décembre 1792 à Annecy et mort le 20 février 1859, est un ingénieur et une personnalité politique du duché de Savoie.

## Biographie

### Origines
Charles-Marie-Joseph Despine naît très probablement le 4,,, (on trouve également le 5 décembre) à Annecy,, ville située à cette période dans le département du Mont-Blanc. En effet, le duché de Savoie a été annexé par la France révolutionnaire, par décret du 27 novembre 1792. Il est le fils de Joseph Despine (1737-1830), médecin, au service du roi Victor-Amédée III de Savoie et premier directeur de l'établissement royal des Eaux d'Aix,, et d'Anne-Constance Burdin (1752-1822), issue d’une famille de notable des Bauges, les Despine (d'Espine).
Parmi ses douze frères et sœur, on peut retenir le médecin Antoine Despine (1777-1852), qui succéde à leur père comme directeur des thermes d'Aix-les-Bains, et qui, adopté par son oncle, obtiendra le titre de baron (1841). Il est également membre de l'Académie des sciences, belles-lettres et arts de Savoie avec la qualité « effectif », et à l'origine du réveil, en 1851, de l'Académie florimontane.
Il épouse Caroline (de) Garbillon (1804-1883),. Ils ont quatre enfants : Constance-Jeanne-Antoinette Despine, dite Joanna (1830-1859) ; Claudine-Charlotte-Joséphine Despine, dite Claudia (1831-1855), Marie-Louise-Caroline Despine, dite Louise (1833-1900), qui épouse le comte François-Jules de Mouxy de Loche (1826-1857), et Louis-Antoine-Rosalin Despine, dit Louis (1836-1881), mort sans postérité,.

### Carrières
Charles-Marie-Joseph Despine fait ses études au lycée de Grenoble d'où il sort diplômé en 1809. Il est le compagnon d'études de Hyacinthe Fidèle Avet, futur sénateur sous la Restauration sarde et ministre. Il poursuit à l'École polytechnique de Paris (promotion 1810), et à l'École des mines, d'où il sort polytechnicien du corps des mines en 1812,. Il rentre ensuite en Savoie lors de la restauration de 1815. Quelques années plus tard, il devient le directeur de l'École des mines de Moûtiers (1825),, puis inspecteur général des mines du royaume de Sardaigne, administrateur de la dette publique et inspecteur des poids et mesures (1835),. Entre-temps, il est élu membre Correspondant le 13 août 1820, puis Effectif le 9 août 1833 à l'Académie des sciences, belles-lettres et arts de Savoie. Il est fait chevalier, puis commandeur de l'ordre des Saints-Maurice-et-Lazare, en 1850,.
Membre de la Société royale d'agriculture de Turin, il en devient le président en 1850,.
La Constitution de 1848 ouvre de nouvelles perspectives politiques. Il devient ainsi président du Conseil provincial du Genevois. Les membres du Conseil provincial étaient nommés par le gouvernement de Turin sur une liste de notables propriétaires les plus imposés. Ce Conseil avait pour rôle d'assister l'Intendant de la province.
Les électeurs du collège de Duingt le choisissent pour représenter le duché de Savoie au parlement du royaume de Sardaigne, à Turin, lors des Ire législature du royaume de Sardaigne (mai 1848). Il reste député, appartenant au groupe des conservateurs, lors des législatures suivantes, jusqu'à la VIe législature, à la veille de l'Annexion de la Savoie à la France. Le baron Girod de Montfalcon lui succède. Sa profession de foi, en 1848, est qualifiée de pratique, notamment par son aspect économique, par l'historien Robert Avezou, qui liste les préoccupations du candidat élu : « amélioration des communications avec l'extérieur et à l'intérieur aussi, nécessité des chemins de fer, facilités à accorder aux exportations, amélioration des relations postales, développement de l'industrie, encouragements à l'agriculture, suppression de formalités à propos de passeports, douanes, police du roulage, etc., de façon à favoriser le mouvement des étrangers, les transactions et les échanges ». Il intervient souvent au Parlement et il devient membre de la Commission permanente des finances,,.
Attaché à la maison de Savoie, il meurt avant que ne s'engagent les débats sur l'annexion de la Savoie à la France. Foras indiquait le 20 février 1859, à Turin, tandis qu'Albrier et Miquet mentionnaient Chavanod,.

## Publications
Charles-Marie-Joseph Despine est auteur des textes suivants :
- Essai sur les biens communaux du Duché de Savoie, imprimerie de Puthod, Chambéry, 1836 (lire en ligne).
- A mes électeurs, 1849 (lire en ligne).
- Aux électeurs du collège de Duing, 1849 (lire en ligne).
- Le député du collège de Duing à ses électeurs, 1850 (lire en ligne).

## Décorations
Charles-Marie-Joseph Despine a été fait :
- Commandeur de l'ordre des Saints-Maurice-et-Lazare

### Fonds d'archives
- Série : Archives de la famille de Garbillon-Despine (XVIIIe siècle-1904). Fonds : Papiers personnels de Joseph Despine et des membres de sa famille (1792-1859); Cote : 11 J 103-623. Annecy : Archives départementales de la Haute-Savoie (présentation en ligne)..